# Günter Petzow

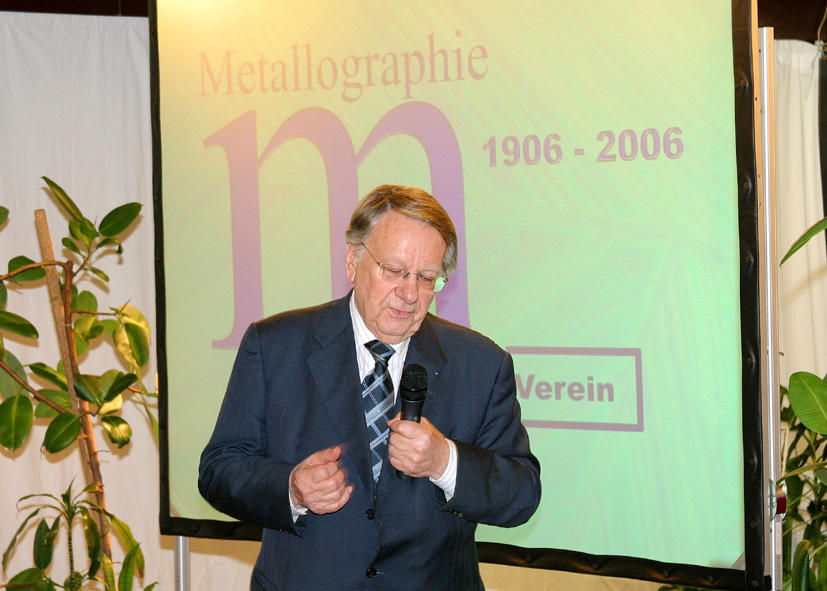
Günter Petzow beim Grußwort zur 100-Jahr-Feier der Metallografie des Lette-Vereins am 20. Mai 2006

Günter Petzow (* 8. Juli 1926 in Nordhausen im Harz; † 4. Februar 2024) war ein deutscher Materialwissenschaftler, er war Direktor am Max-Planck-Institut für Metallforschung.

## Werdegang
Nach dem Abitur 1946 in Hameln und einer Ausbildung als Chemiker in einem pharmazeutischen Labor studierte Petzow ab 1950 an der Universität Stuttgart Chemie und im Nebenfach Metallkunde. Nach dem Diplom mit einer Arbeit über das ternäre System Silber-Kupfer-Cadmium im Jahr 1956 promovierte er 1959 mit einer Dissertation über das quartäre Phasendiagramm von Silber-Kupfer-Cadmium-Zinn.
1960 übernahm er die Arbeitsgruppe für Phasendiagramme metallischer Systeme und Metallografie und 1965 zusätzlich die Arbeitsgruppe Pulvermetallurgie am Max-Planck-Institut für Metallforschung in Stuttgart. Ausgehend von der Konstitutionsforschung und der Pulvermetallurgie baute er das Pulvermetallurgische Laboratorium in Stuttgart-Büsnau als Ort der interdisziplinären Forschung auf, das weltweit Gastwissenschaftler gewann. Daraus entstand der heutige große Campus der MPG. 1973 wurde er zum Wissenschaftlichen Mitglied der Max-Planck-Gesellschaft und Mitglied des Vorstandes (Direktor) am Max-Planck-Institut für Metallforschung, 1974 zum Außerordentlichen Professor an die Universität Stuttgart berufen. 1980 wurde er Vizedirektor des Max-Planck-Instituts für Metallforschung.
Durch Nutzung raffinierter Verstärkungsmechanismen der eigentlich spröden Keramik erzeugte er eine verlässliche „Quasi-Duktilität“ und damit Einsatzfähigkeit für extreme mechanische und thermische Belastungen. Dadurch wurde Petzow zum „Keramik-Papst“. Weit über 700 Publikationen zeugen von seinem außergewöhnlichen Ideenreichtum. Er gab die „Zeitschrift für Metallkunde“ heraus, gründete die „Praktische Metallographie“ und die Metallographie-Schule in Stuttgart. Sein langjähriges außerordentliches Engagement als Vorsitzender für die Deutsche Gesellschaft für Materialkunde galt auch der Neugestaltung mit der Deutschen Einheit 1990. 
1987 wurde Petzow mit dem Arthur-Burkhardt-Preis ausgezeichnet, 1989 erhielt er vom Gemeinschaftsausschuss Pulvermetallurgie für herausragende Leistungen auf dem Gebiet der Pulvermetallurgie den Skaupy-Preis. Daneben erhielt Petzow sieben Ehrendoktorate, sechs Honorarprofessuren sowie sieben Ehrenmitgliedschaften in angesehenen wissenschaftlichen Gesellschaften. Seit 1993 ist er ordentliches Mitglied der Academia Europaea. Der „Günter Petzow-Preis“ des Max-Planck-Instituts für Intelligente Systeme wird auf einem jährlichen Kolloquium an Nachwuchsforscher für herausragende Forschung verliehen.